# Distretto di Mansoura (Bordj Bou Arreridj)
Il distretto di Mansoura è un distretto della provincia di Bordj Bou Arreridj, in Algeria, con capoluogo Mansoura.

## Comuni
Il distretto di Mansoura comprende 5 comuni:
- Mansoura
- Ben Daoud
- El M'hir
- Haraza
- Ouled Sidi Brahim